# 士族
士族（しぞく）は、明治維新以降、江戸時代の旧武士階級や地下家、公家や寺院の使用人のうち、原則として禄を受け取り、華族とされなかった者に与えられた身分階級の族称である。法律上平民と比しての特権はなかったが、戸籍に表示された。第二次世界大戦後1947年（昭和22年）5月3日の日本国憲法施行により士族は他の身分とともに廃止された。戸籍の記載事項としての廃止は、1947年12月22日公布、1948年1月1日施行の戸籍法により行われた。士農工商の「士」である。

## 概要
1869年（明治2年）の版籍奉還の直後の明治2年旧暦6月25日（西暦1869年8月2日）、明治政府は旧武士階級（藩士兵卒）のうち、一門から平士までを士族と呼ぶことを定めた（明治2年行政官達第五七六、五七七、五七八号）。士族の選定基準は藩によって異なるが、加賀藩の場合では、直参身分であった足軽層の一部や上級士族の家臣である陪臣層も士族とされていた一方で、中間などの武家奉公人は卒族に編入された。政府方針としては旧来の武士身分の統一を図るものであったが、多くの藩では独自に上中下などの等級をつけ、旧来の家格制度を維持しようとした。
| 「 | 一門以下平士ニ至ル迄総テ士族ト可称事 | 」 |

さらに明治2年旧暦12月2日（西暦1870年1月3日）、かつての旗本が新政府帰順後に与えられていた中下大夫上士以下の称が廃止され、華族に編入された一部の交代寄合を除いて士族に編入された（明治2年太政官布第1004号）。
明治3年旧暦12月10日（西暦1871年1月30日）には、華族とみなされなかった多くの地下家、公家に仕えていた青侍などの家臣層も士卒族に統合された。その後、寺社の寺侍なども段階的に士卒族へ統合された。その一方で、給金の財源不足への対策として帰農帰商が推奨され、士卒族から平民への転籍が推進された。また蔵米の等級の変更により、一部の卒族から士族への族籍変更が行われた。
1872年（明治5年）に編製された戸籍「壬申戸籍」においては族籍の項目が設けられた。当時の全国集計による士族人口は、全国民の3.9%を占める25万8952戸、128万2167人であった。また、卒族人口は全国民の2.0%を占める16万6873戸、65万9074人で、士族・卒族・地士の人口は全国民の約6%を占めた（詳しくは壬申戸籍の項目を参照）。
明治5年旧暦1月29日（1872年3月8日）、卒族の称が廃止された。卒族のうち世襲であった家の者も士族に編入されることとなった一方、新規に一代限りで卒に雇われた者は平民に復籍することとなった（明治5年太政官布第29号）。
| 「 | 各府県貫属卒ノ内従前番代ノ節抱替ノ称ヲ以テ其倅等ヘ禄高ヲ給与シ自然世襲ノ姿ニ相成居候分ハ自今士族ニ可被 仰付候条調書ヲ以大蔵省ヘ可伺出尤家禄ノ儀ハ従前ノ通可相心得事 但新規一代限抱ノ輩ハ平民ニ復籍セシメ給禄ハ是迄ノ通可遣事 | 」 |

明治5年初頭の時点で卒族だった者の9割近くは、士族に移行している。明治8年までには卒族は完全に解体され、世襲の郷士階級も士族に統合された。明治9年の時点で、士族は40万8861戸 189万4784人を数え、全国民の5.5%を占めた。
| 調査期日           | 士族人口  | 卒族人口 | 総人口     | 士族/総人口（%） | 卒族/総人口（%） |
| ------------------ | --------- | -------- | ---------- | ---------------- | ---------------- |
| 明治3年頃          | 1,094,890 | 830,707  | 30,088,335 | 3.64             | 2.76             |
| 明治5年旧暦1月29日 | 1,282,167 | 659,074  | 33,110,796 | 3.87             | 1.99             |
| 明治6年1月1日      | 1,548,568 | 343,881  | 33,300,644 | 4.65             | 1.03             |
| 明治7年1月1日      | 1,883,265 | 7,246    | 33,625,646 | 5.60             | 0.02             |
| 明治8年1月1日      | 1,896,371 | 4,306    | 33,997,415 | 5.58             | 0.01             |
| 明治9年1月1日      | 1,894,784 |          | 34,338,367 | 5.52             |                  |

なお、法的には士卒族として扱われなかった、陪臣や武家奉公人等を含む旧武士階級の総人口については諸説あるものの、例えば士族授産の対象となった旧武家人口がほぼ士族人口の倍であったことから総人口の10.4%程度であるとする試算や、『藩制一覧』掲載の人口と石高比から約336万人であるとする試算がある。旧武士出身者の平民籍取得の経路として、陪臣や武家奉公人の例以外にも、例えば以下のような事例があげられる。
- 明治5年の卒族廃止に伴うもの
- 帰農帰商の推奨（明治3年から明治4年にかけて、明治政府は帰農帰商出願者に一時賜金を下府し、民籍取得を推奨した）
- 刑罰としての除籍
- 脱藩・浪人（江戸時代の浪人に加え、戊辰戦争や戊辰戦争後の幕府方の処分・改易により発生したもの）/
- 手続きの不備

士族に生まれた者であっても、分籍した場合は平民とされた。大正時代の平民宰相原敬は上級武士の家柄であったが、当時の徴兵制度で戸主は兵役義務から免除される規定を受けるため、20歳のときに分籍して戸主となり「平民」に編入された。

## 士族の特権の喪失
江戸時代までの武士階級は戦闘に参加する義務を負う一方、主君より世襲の俸禄（家禄）を受け、名字帯刀や殺人権（切捨御免）などの身分的特権を持っていた。こうした旧来の封建制的な社会制度は、明治政府が行う四民平等や徴兵制などの近代化政策を行うにあたり障害となった。1869年（明治2年）の版籍奉還で、武士身分の大半が士族として政府に属することになるが、士族への秩禄支給は政府の財政を圧迫し、国民軍の創設においても士族に残る特権意識が支障となるため、士族身分の解体は政治課題となった。
士族の特権は段階的に剥奪され、1873年（明治6年）には徴兵制の施行により国民皆兵を定め、1876年（明治9年）には廃刀令が実施された。秩禄制度は、1872年に給付対象者を絞る族籍整理が行われ、1873年には秩禄の返上と引き換えに資金の提供を可能とする秩禄公債の発行が行われた。そして、1876年に金禄公債を発行し、兌換を全ての受給者に強制する秩禄処分が行われ制度は終了した。また、名字の名乗りは1870年に平民にも許可され、1875年には義務化された（国民皆姓）。この他にも1871年には異なる身分・職業間の結婚も認められるようになった。一時、士族に華族と別立ての爵位を授与しようという議論が岩倉具視らにより模索されていた。1876年（明治9年）の木戸孝允らの案では、華族に公爵、伯爵、士族に士爵の爵位を授けることが構想されていたが、木戸の死と士族の反乱などが重なり、沙汰やみとなった。
1884年（明治17年）の華族令により勲功者も華族となる道が開かれ、維新の功労者、功績を上げた政治家や軍人、事業に成功した資産家などが華族に列するようになった。この勲功華族の制度の誕生で平民や士族に華族への道が開かれ、一部が華族になった。しかし勲功華族に昇格できた士族はごく一部にとどまり、大半は士族のままだった。士族は平民と比して特権は一切なく、単に戸籍における族称のみだけの存在である。1914年戸籍法改正により身分登記制も廃止されたとする事典の記載があるが、1914年3月31日に公布され、戸籍法（大正3年3月31日法律第26号）は、それまでの戸籍法（明治31年6月21日法律第12号）が、戸籍簿と身分登記簿のニ本立てであったものを、戸籍簿に一本化したものであり、それまでの身分登記の事項は戸籍の事項となったのである。従って、制度としての身分登記制の廃止は、そのとおりであるが、戸籍記載事項としては、戸籍法（大正3年3月31日法律第26号）第18条で戸籍の記載事項で華族又は士族の場合は族称を記載し、第154条及び第156条で士族になった場合又は士族でなくなった場合の手続を規定しており、1914年に変更されてはいない。

## 士族の商法
四民平等へと移行される過程で、士族身分は平民と何ら変わらない存在となっていき、生計を立てるため農業や商業を始めた。塚原渋柿園によると、商業で最も多かったのは、汁粉屋、団子屋、炭薪屋、古道具屋などであったという。特に屋敷の長屋などで先祖代々の家財道具を並べた安直な古道具屋は供給に対して需要が少なく、横柄で堅苦しい客応対もあり、庶民の憐憫と嘲笑を買った。
このように、特権を失った士族が慣れない商売に手を出して失敗する例は多く、「士族の商法」、「殿様商売」と批難され、性急に不慣れな商売などを始めて失敗することのたとえともなった。落語のネタにもなり、三遊亭圓生の『士族の商法』、八代目桂文楽の『素人鰻』は特に有名である。また、歌舞伎では『水天宮利生深川』、『霜夜鐘十字辻筮』が散切物の代表作となっている。
こうした状況に対し政府による救済措置として、困窮した士族を救済する士族授産などが行われたが、やはり失敗する例が多かった。西郷隆盛が唱えた征韓論にも士族の救済という側面があったが、西郷が政争に敗れ実現しなかった。特権を奪われた士族の一部は新政府の政策に不平を唱えて（不平士族）各地で反乱（士族反乱）を起こした。しかし、不平士族の反乱はすぐに鎮圧され、多くは没落して故郷へ帰るなどした。
このことも風刺の対象となり士族の商法とかけて「有平糖」（不平党）、「お芋の頑固り不平おこし」（薩摩士族）などと皮肉られた。なお、不平士族には政治運動「士族民権」を展開するものもあり、後に豪農と結び付き自由民権運動へと移行した。
ただし、士族の中でも知識や人脈、既得権益を生かして実業家に転向する者も見られ、例として、日産コンツェルンの創始者鮎川義介、日本初の百貨店（三越百貨店）創立者日比翁助などが挙げられる。また、士族銀行や殿様銀行と呼ばれる士族の資産を活かした銀行（国立銀行）が設立され、日本の殖産興業政策を活性化させた。武芸や学問に通じた者は、軍人、警察官、教師など官吏に転向したり、かつての藩主と藩士の縁故関係から県・郡役所に採用された例も多い。酪農のように、元来の農民がこれを忌避したがために、士族がこれを手がけて成功した例もある。

## 琉球藩・沖縄県の士族
明治政府により琉球王国が琉球藩とされた後、王子を華族の構成員とし、位階を持つ筑登之以上の階級のものが士族とされた。筑登之の階級は基本的に無禄であったが、王朝時代に私有地を獲得していたため、禄を受けていた上級士族よりかえって豊かになることもあった。

## 士族の実態

### 士族の人口構成
明治6年（1873年）以降年々、国民の総人口及び士族人口も増加傾向をたどったが、総人口に占める士族の割合は、士卒合併がほぼ完了した明治7年（1874年）の5.6％からほぼ単純減少を示している。平民の自然増に加え、士族の世帯から長男以外の男子が分籍して平民に移行することも原因として挙げられる。
以下に明治9年（1876年）以降の士族人口の変遷をまとめる。
| 調査期日         | 士族人口  | 総人口     | 士族人口 増加指数 | 総人口 増加指数 | 士族人口 割合（%） |
| ---------------- | --------- | ---------- | ----------------- | --------------- | ------------------ |
| 明治9年1月1日    | 1,894,784 | 34,338,367 | 100.00            | 100.00          | 5.52               |
| 明治12年1月1日   | 1,833,357 | 35,768,547 | 96.76             | 104.16          | 5.13               |
| 明治13年1月1日   | 1,838,486 | 35,929,023 | 97.03             | 104.63          | 5.12               |
| 明治14年1月1日   | 1,933,888 | 36,358,955 | 102.06            | 105.88          | 5.32               |
| 明治15年1月1日   | 1,931,824 | 36,700,079 | 101.95            | 106.88          | 5.26               |
| 明治16年1月1日   | 1,930,112 | 37,017,262 | 101.86            | 107.80          | 5.21               |
| 明治17年1月1日   | 1,945,638 | 37,451,727 | 102.68            | 109.07          | 5.20               |
| 明治18年1月1日   | 1,938,204 | 37,868,949 | 102.29            | 110.28          | 5.12               |
| 明治19年1月1日   | 1,948,283 | 38,151,217 | 102.82            | 111.10          | 5.11               |
| 明治19年12月31日 | 1,940,271 | 38,507,177 | 102.40            | 112.14          | 5.04               |
| 明治20年12月31日 | 1,954,669 | 39,069,691 | 103.16            | 113.78          | 5.00               |
| 明治21年12月31日 | 1,976,480 | 39,607,234 | 104.31            | 115.34          | 4.99               |
| 明治22年12月31日 | 1,993,637 | 40,072,020 | 105.22            | 116.70          | 4.98               |
| 明治23年12月31日 | 2,008,641 | 40,453,461 | 106.01            | 117.81          | 4.97               |
| 明治24年12月31日 | 2,009,396 | 40,718,677 | 106.05            | 118.58          | 4.93               |
| 明治25年12月31日 | 2,014,306 | 41,089,940 | 106.31            | 119.66          | 4.90               |
| 明治26年12月31日 | 2,024,317 | 41,388,313 | 106.84            | 120.53          | 4.89               |
| 明治27年12月31日 | 2,039,591 | 41,813,215 | 107.64            | 121.77          | 4.88               |
| 明治28年12月31日 | 2,050,144 | 42,270,620 | 108.20            | 123.10          | 4.85               |
| 明治29年12月31日 | 2,067,997 | 42,708,264 | 109.14            | 124.37          | 4.84               |
| 明治30年12月31日 | 2,089,134 | 43,228,863 | 110.26            | 125.89          | 4.83               |
| 明治31年12月31日 | 2,105,698 | 43,758,415 | 111.13            | 127.43          | 4.81               |
| 明治36年12月31日 | 2,168,058 | 46,732,138 | 114.42            | 136.09          | 4.64               |
| 明治41年12月31日 | 2,218,623 | 49,587,531 | 117.09            | 144.41          | 4.47               |
| 大正2年12月31日  | 2,310,269 | 53,362,189 | 121.93            | 155.40          | 4.33               |
| 大正7年12月31日  | 2,298,719 | 56,667,328 | 121.32            | 165.03          | 4.06               |

### 母体としての士族：士族の官職保有率と有位者数
「階級」としての武士が平準化を迫られた一方で、江戸前期まで支配を担ってきた階級として、扱いに困っていたが、明治新政府は藩閥制度より率いられた政府であり、役人も当初は各藩からの「徴士」「貢士」という人材供出より始まったものであるため、版籍奉還後も藩主は藩知事、旧藩士たちは藩吏として務め、府県に移行した後も奉職した者も多い。明治14年（1881年）段階の中央や地方官における士族の官職保有率の割合を見ると、官員総数が約7万8000人のうち、士族の任官者は約5万2千人、地方郡町村吏においても約9万2千人のうち士族の割合は1万5千人と、比較的高い割合を占めていた。従一位から従八位までの有位者の割合も明治17年（1884年）から明治36年まで7割から6割の間で推移していた（しかし授与された有位者は士族を救済する役目もあったため、割合は多めである）。このことから、族籍としては特権を失う一方、明治新政府や地方行政の中では既得権益を維持した士族もいたことがわかる。なお、官吏は募集人数が少なかったため、全ての士族が就けたわけではなく、転向する羽目となった士族が多い。後に下記の通り選抜が実力化されると、割合としては急激に減少していき平民に置き換わっていった。
| 官員（中央・府県道の文・武官、司法官、監獄官、技術官）総数7万8328人（うち士族5万2032人） |
| 郡区町村吏 総数9万266人（うち士族1万5524人）                                             |
| 士族 総戸数 425658戸                                                                     |

| 年∖族籍別構成               | 族籍別構成（人）  | 族籍別構成（人）          | 族籍別構成（人）       | 族籍別構成（人）          | 占有率（％）     | 占有率（％）   | 占有率（％）        | 人口一万人あたりの輩出率 | 人口一万人あたりの輩出率 |
| 年∖族籍別構成               | 華族              | 士族                      | 平民                   | 合計                      | 華族             | 士族           | 平民                | 士族                     | 平民                     |
| --------------------------- | ----------------- | ------------------------- | ---------------------- | ------------------------- | ---------------- | -------------- | ------------------- | ------------------------ | ------------------------ |
| 明治17年（1884年） 19 29 36 | 693 683 949 1,121 | 4,832 6,053 10,496 21,324 | 692 1,059 5,247 10,589 | 6,217 7,795 16,692 33,034 | 11.1 8.8 5.7 3.4 | 77.7 62.9 64.6 | 11.1 13.6 31.4 32.1 | 24.8 31.2 50.8 98.4      | 0.2 0.3 1.3 2.4          |

### 士族の教育水準・職業選択：輩出母体としての士族
明治維新以降も、士族は比較的良い教育水準を持っていたとされる。明治期には、帝国大学（後の東京帝国大学、現：東京大学）を頂点とする高等教育機関の整備が進められたが、当時の『文部省年報』を見ると、帝国大学の予科である高等中学校（後の旧制高等学校）生徒に占める士族の割合は、明治前期にあたる明治19年（1886年）から25年（1892年）までの統計でおおむね半数近く、低い年度でも3割強を占めた。明治43年の統計では士族の割合が低下するものの、それでも高等学校生徒に占める士族の割合は3割近くを維持していた。
| | 華族                     | 士族                                | 平民                                | 総数                                  |
| --- | ------------------------ | ----------------------------------- | ----------------------------------- | ------------------------------------- |
| 明治19年（一高中） 明治20年（一高中） 明治20年（三高中） 明治21年（五高中） 明治23年（全高中） 明治24年（全高中） 明治25年（全高中） | 0.2% 0.3 0.0 0.2 0.1 0.2 | 60.9% 60.0 37.3 77.3 51.5 51.4 51.6 | 38.9% 39.7 62.4 22.7 48.4 48.5 48.2 | 1,188 1,048 319 260 3,982 4,442 4,443 |

|                                | 華族                 | 士族                           | 平民                           | 合計                    |
| ------------------------------ | -------------------- | ------------------------------ | ------------------------------ | ----------------------- |
| 一高* 二高 三高 五高 六高 七高 | 1.1% 0.3 0.2 0.0 0.3 | 27.1% 25.0 25.4 40.8 24.1 33.7 | 71.8% 74.7 74.3 59.2 75.9 66.0 | 273 739 869 868 601 726 |

一連の教育制度が整い、族籍に関わらず進学の道が開かれる一方で、官吏登用の面でも国民に広く任用の機会が開かれた。明治20年（1887年）、文官試験試補及見習規則が整い、能力試験に基づく官吏任用が始まったが、士族の子弟の任用は低くても2割から3割を占めた（以下の表 文官高等試験（行政科）合格者族籍別構成参照）。地方吏員の任用も、戸長以外の区郡長や書記などの公職にも見られ、士族が転向を含めて各職業の母体として存在していたことがわかる。
| 年∖高文合格者構成                                                                                 | 族籍別構成（人）            | 族籍別構成（人）                                                 | 族籍別構成（人）                                                       | 族籍別構成（人）                                                             | 占有率（％） | 占有率（％） |
| 年∖高文合格者構成                                                                                 | 華族                        | 士族                                                             | 平民                                                                   | 合計                                                                         | 士族（％） | 平民（％） |
| ------------------------------------------------------------------------------------------------- | --------------------------- | ---------------------------------------------------------------- | ---------------------------------------------------------------------- | ---------------------------------------------------------------------------- | --- | --- |
| 明治27年（1894年） 28 29 30 31 32 33 34 35 36 37 38 39 40 41 42 43 44 大正1年（1912年） 2 3 4 5 6 | 0 1 0 3 2 0 2 0 1 2 1 5 1 0 | 2 16 26 24 12 21 17 18 21 15 26 24 33 48 46 42 44 56 49 38 22 42 | 4 21 24 30 17 19 36 25 23 32 36 39 53 71 82 83 95 103 119 123 97 92 82 | 6 37 50 54 41 31 58 42 41 53 54 64 63 77 106 130 139 148 180 173 136 115 124 | 33.3 43.2 52.0 44.0 58.5 38.7 36.2 40.5 43.9 39.6 27.8 40.6 38.1 31.2 31.1 36.9 35.4 30.2 29.7 31.1 28.3 27.9 19.1 33.9 | 66.7 56.8 48.0 55.0 41.5 61.3 62.1 59.5 56.1 60.4 66.4 56.3 61.9 68.8 67.0 63.1 63.8 69.1 69.6 66.1 71.1 71.3 80.0 66.1 |

|                                      | 郡区長                      | 郡区長                      | 書記                                      | 書記                                      | 戸長                                      | 戸長                                         | 合計                                | 合計                                          | 合計                                             |
| 士族                                 | 平民                        | 士族                        | 平民                                      | 士族                                      | 平民                                      | 士族                                         | 平民                                | 全体（華族含む）                              |                                                  |
| ------------------------------------ | --------------------------- | --------------------------- | ----------------------------------------- | ----------------------------------------- | ----------------------------------------- | -------------------------------------------- | ----------------------------------- | --------------------------------------------- | ------------------------------------------------ |
| 明治15年（1882年） 16 17 18 19 20 21 | 380 369 380 399 378 399 397 | 151 160 156 146 125 128 122 | 4,289 4,449 4,911 4,959 2,886 3,022 2,866 | 2,331 2,436 2,812 2,972 1,695 1,793 1,664 | 3,833 3,303 3,166 3,423 3,531 3,521 3,485 | 29,924 25,831 10,603 8,013 7,644 7,489 7,525 | 8,502 8,121 8,457 8,781 6,795 6,942 | 32,406 28,427 13,571 11,131 9,464 9,410 9,311 | 40,913 36,548 22,028 19,912 16,259 16,352 16,059 |

官吏以外では、教員の職も重要な職業選択の道であった。中学校・高校・師範学校の校長、教員、書記の占有率は明治15年（1882年）で多くを占め、小学校でも、半数程度の占有率を有し、事務員に至ってはほぼ士族であった（以下の表 全国公立学校職員族籍別構成参照）。なおデータは明治初期のものであるため、こちらについても後に平民に置き換わることとなっていく。
|                                                           |                                                           | 族籍別構成（人） | 族籍別構成（人） | 族籍別構成（人） | 族籍別構成（人） | 占有率（％）    | 占有率（％）   | 人口一万人あたりの輩出率 | 人口一万人あたりの輩出率 |
| 華族                                                      | 士族                                                      | 平民             | 合計             | 士族（％）       | 平民（％）       | 士族            | 平民           |                          |                          |
| --------------------------------------------------------- | --------------------------------------------------------- | ---------------- | ---------------- | ---------------- | ---------------- | --------------- | -------------- | ------------------------ | ------------------------ |
| 地方税支弁の学校 （中学校・師範学校など）                 | 校長 教員 書記など                                        | － －            | 61 962 252       | 17 260 70        | 78 1,222 322     | 78.2 78.7 78.3  | 21.8 21.3 21.7 |                          |                          |
| 地方税支弁の学校 （中学校・師範学校など）                 | 小計 (a)                                                  | －               | 1,275            | 347              | 1,622            | 78.6            | 21.4           |                          |                          |
| 協議費支弁の学校 （小学校など）                           | 校長 教員 書記など                                        | － 2 －          | 259 29,507 12    | 167 41,440 －    | 426 70,949 12    | 60.8 41.6 100.0 | 39.2 58.4 －   |                          |                          |
| 協議費支弁の学校 （小学校など）                           | 小計 (b)                                                  | 2                | 29,778           | 41,607           | 71,387           | 41.7            | 58.3           |                          |                          |
| 計 (a+b)                                                  | 計 (a+b)                                                  | 2                | 31,053           | 41,954           | 73,009           | 42.5            | 57.5           | 160.7                    | 12.1                     |
| 中学校・師範学校の給仕・小使 (c) 小学校等の給仕・小使 (d) | 中学校・師範学校の給仕・小使 (c) 小学校等の給仕・小使 (d) | － －            | 157 857          | 396 11,368       | 553 12,225       | 28.4 7.0        | 71.6 93.0      |                          |                          |
| 計 (c+d)                                                  | 計 (c+d)                                                  | －               | 1,014            | 11,764           | 12,778           | 7.9             | 92.1           |                          |                          |

### 士族の意義
以上のように、士族は社会的優位性や特権など制度的な恩典を喪失しつつ、明治中期までは日本である一定の水準などといった社会的な地位の一端を担ってきた。
これら士族に何らか恩恵があるとすれば、わずかに第二次世界大戦前まで履歴書や『紳士録』の類に士族という記載が残り（「○○県士族」）、学校卒業生には卒業証書に、大学で学位を授与された者は学位記に、士族の族称が併記された。そうしたわずかな慣習が幾分か名誉的な意味を持ち、家柄を誇る気分を士族に与えた。
このような記載も、1915年から1920年にかけて消滅が進んでいる。第二次世界大戦前までは官立大学や専門学校の入学者、卒業生は官報の彙報に掲載されたが、1920年以降は族称の記載が見られない。
士族の家庭の墓石には「○○県士族 何某之墓」と彫った例も見られる。新潟市の泉性寺にある皇后雅子の曽祖父小和田金吉の父とされる小和田匡利（明治7年（1874年）7月28日没）の墓碑には「新潟県貫族 士族村上住 小和田匡利」と刻まれている。

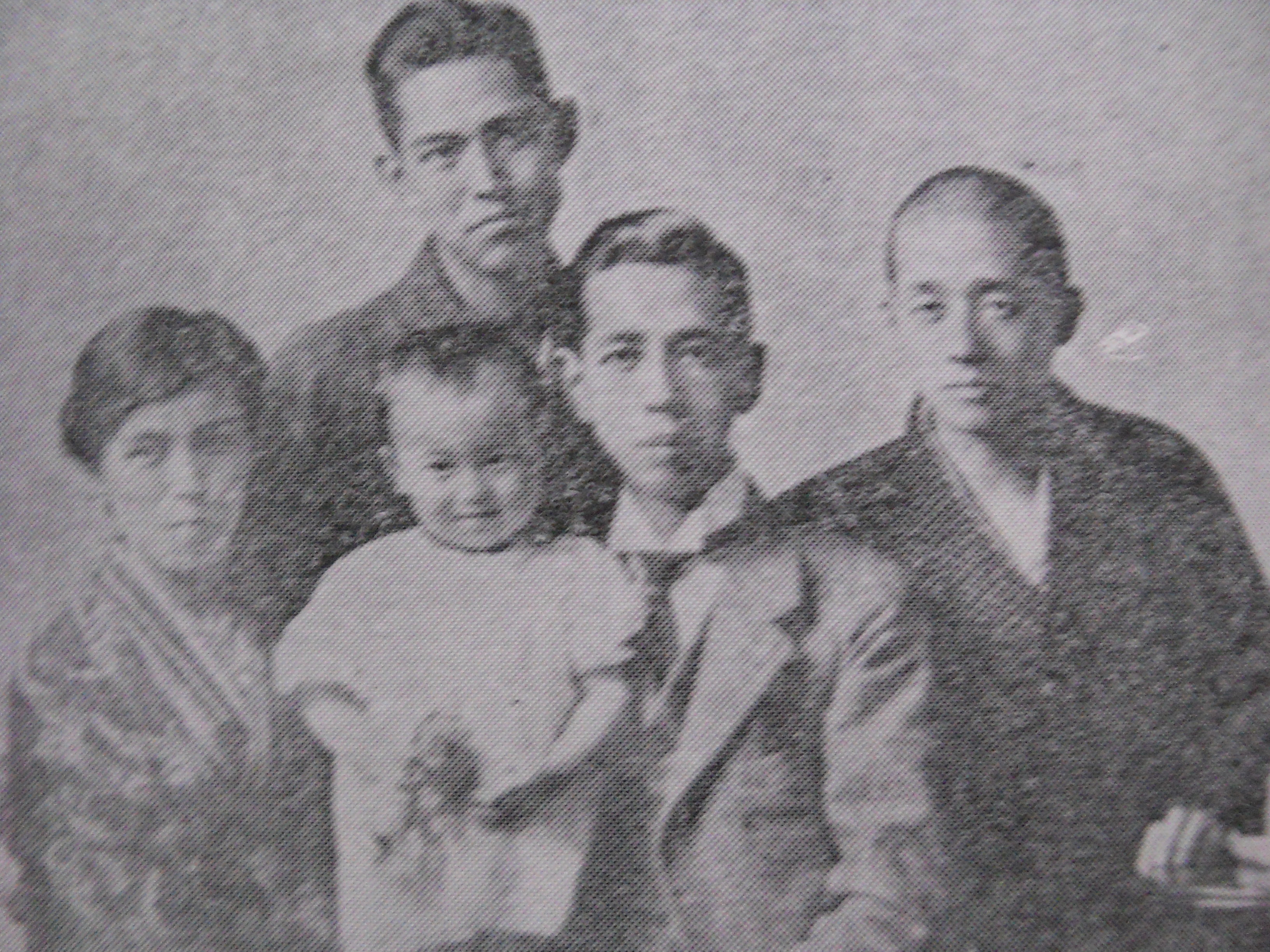
農商務省時代の岸信介（大正12年（1923年））
左から妻・岸良子、長男・岸信和、実弟・佐藤栄作、岸信介、従弟・吉田寛

戦後に内閣総理大臣を務めた岸信介は自伝の中で、生家の佐藤家について「佐藤家は貧乏でこそあれ家柄としては断然飛び離れた旧藩時代からの士族で、ことに曽祖父・信寛の威光がまだ輝いていた。また、叔父、叔母、兄、姉など、いずれも中学校や女学校などに入学し、いわゆる学問をするほとんど唯一の家柄だったのである」と述べている。佐藤家の家運が傾き貧乏になった時も「ウチは県令と士族の家柄ですからね!」と頑として挫けず、対外的な意地を張り通したという。
また、終戦直前期に内務大臣を務めた安倍源基は『思い出の記』の中に「私は裕福ならずと雖も士族の家に生まれ、寒村なりと雖も故郷をもったことは誠に幸福であった。…安倍家が士族であったことと、故郷をもっていたことは常に私を鞭撻し、心に活を入れて呉れた。…士族は華族と異なり何等政治的特権をもっている訳ではなく、ただ武士の家柄に対して、明治維新後与えられた族称に過ぎなかったが、士族の家柄は一般から尊敬を受けたものである…」と記している。

## 士族の廃止
第二次世界大戦後の1947年の戸籍法改正によって、士族の族称は廃止となった。以降戸籍に族称を表記しないことになったが、原本には残っていたため、1975年（昭和50年）ごろまでは旧戸籍謄本を取得した場合には「士族」と明記されていたため、わずかに出自として士族であるか否かを知るすべが残ることとなった。
しかし、その戸籍上の記載も昭和43年（1968年）、族称が記載された近代では最古の戸籍である壬申戸籍が結婚や就職に際し、かつての被差別階級特定のために悪用されている経緯が明らかとなったことから、法務大臣の命により閲覧禁止の措置がとられ、以降の明治19年式戸籍においても族称記載がある部分は塗沫され、族称を閲覧することが完全にできない状態となり、士族の法的な意味合いは完全に消滅したといえる。